# Outigoures
Les Outigoures ou Outrigours désignent un peuple de nomades aux origines turques, présents dans la steppe pontique au VIe siècle. Ils sont vraisemblablement proches des Koutrigoures et des Proto-Bulgares en général.

## Étymologie
Le terme d'Outigoure ou d'Outrigoure (Οὺτ(τ)ρίγουροι, Οὺτούργουροι and Οὺτρίγου) est généralement considéré comme une métathèse venantdu turc Otur-Oğur. Uturğur signifie trente Oğurs (tribus). Pour Lajos Ligeti, il faut entendre le préfixe utur- au sens de résister mais Louis Bazin lui préfère uturkar (les conquérants), Quturgur et qudurmaq.
Quelques historiens, comme Osman Karatay et Yury Zuev ont rattaché les Outigoures et les Koutrigoures aux peuples plus anciens que sont les Guti et/ou les Oudis, toujours présents dans le Caucase. Cependant, aucune preuve n'atteste de la migration des Gutis depuis les monts Zagros vers le nord du Caucase. Selon Pline l'Ancien, les Oudis sont rattachés aux Aorsi, aux Sarmates et aux Scythes. Par ailleurs, Edwin Pulleyblanck a suggéré une parenté entre les Outigoures et les Yuezhi, un peuple indo-européen ayant à l'ouest de la Chine.

## Histoire

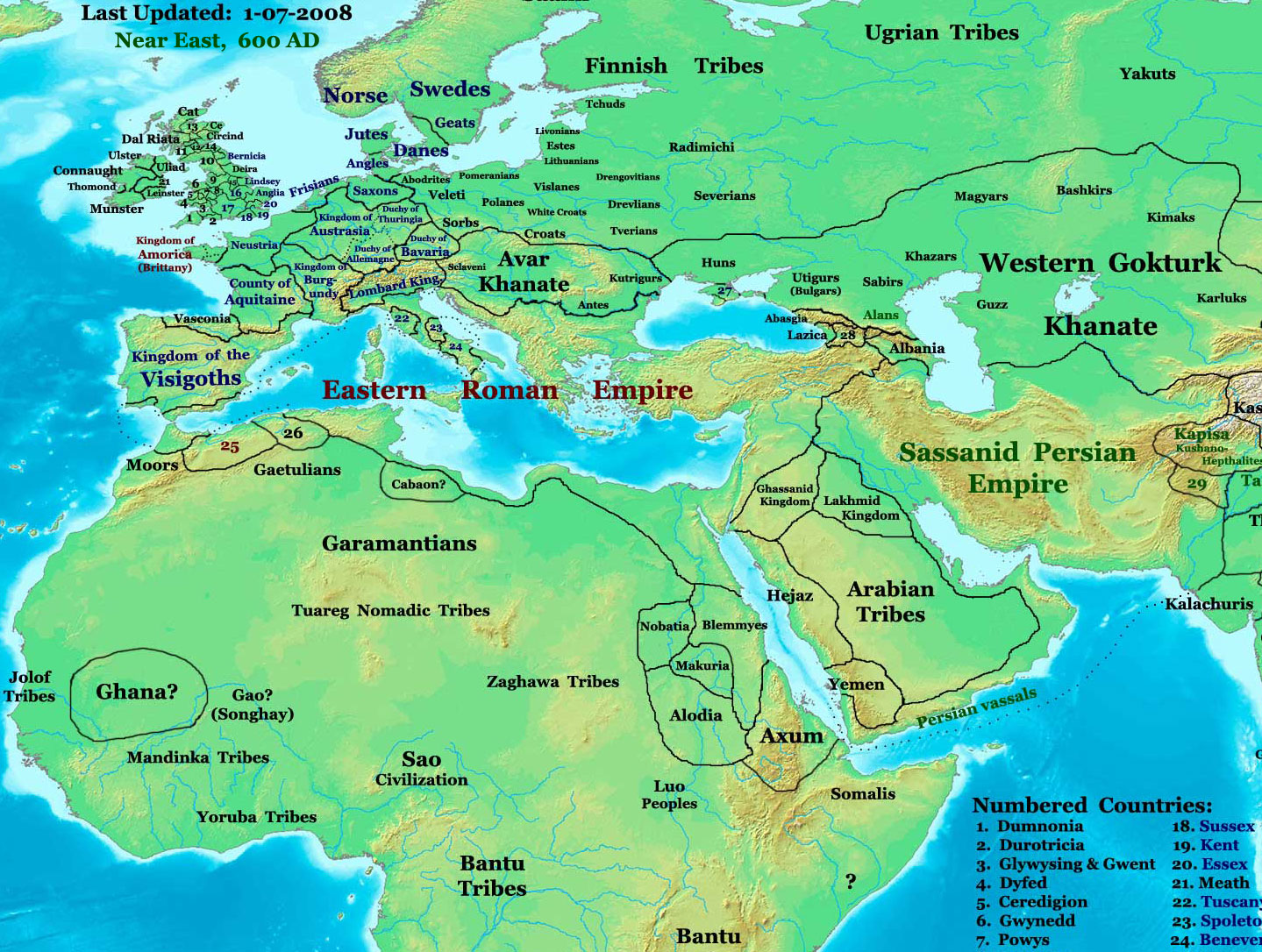
Carte présentant le lieu d'implantation des peuples au VI, dont les Outigoures au nord du Caucase.

L'obscurité qui entoure l'origine des Outigoures se retrouve dans leur histoire. Selon Procope de Césarée, il existe un lieu d'implantation de nombreuses tribus hunniques, appelé Evlisia, peuplé de barbares le long du lac de Méotide (la mer d'Azov) et de la cité de Tanaïs. Il rappelle que ces barbares se sont appelés Cimmériens mais qu'ils sont désormais nommés Outigoures. Plus au nord se trouvent les Antes. Si les Koutrigoures occupent la région ouest de la steppe comprise autour du Don, les Outigoures occupent la partie est. Toujours selon Procope, ces deux peuples descendraient d'un même père, un ancien chef cimmérien qui aurait eu deux fils dénommés respectivement Koutrigoures et Outigoures. Cette histoire est aussi rapportée par un dirigeant outigoure du nom de Sandilkh.
L'historien Agathias, qui prend la suite de Procope, mentionne aussi les Outigoures qui appartiennent à un ensemble de peuples, dont les Koutrigoures, les Outizours et les Bourougoundes, connus depuis l'époque de Léon Ier.
Sous Justinien (527-565), les Koutrigoures menacent l'Empire byzantin et l'empereur provoque une guerre entre eux et les Outigoures pour faire diversion. Les Outigoures sont alors conduits par Sandilkh qui inflige de lourdes pertes aux Koutrigoures mais subissent eux-mêmes des pertes importantes. Cette guerre intestine semble avoir profondément fragilisé les deux peuples, qui sont absorbés par d'autres, comme les Avars pour les Koutrigoures et les Göktürks pour les Outigoures. Ceux-ci sont mentionnés pour la dernière fois par Ménandre le Protecteur comme vassaux des Göktürks lorsque ceux-ci attaquent la Crimée byzantine, en particulier la ville de Bosphoros en 579. 

## Sources
- (en) Peter Benjamin Golden, An introduction to the History of the Turkic peoples: ethnogenesis and state formation in medieval and early modern Eurasia and the Middle East, Wiesbaden: Otto Harrassowitz, 1992 (ISBN 9783447032742)
- (en) Peter B. Golden, Studies on the Peoples and Cultures of the Eurasian Steppes, Editura Academiei Române; Editura Istros a Muzeului Brăilei, 2011 (ISBN 9789732721520)
- (en) Osman Karatay, In Search of the Lost Tribe: The Origins and Making of the Croatian Nation, Ayse Demiral, 2003 (ISBN 9789756467077)
- Vasilka Tapkova-Zaimova, « Sur les rapports entre la population indigène des régions balkaniques et les „Barbares" au VIe—VIIe siècle », Byzantino-Bulgarica,‎ 1962, p. 67-88